# چیراکس زیبا
چیراکس زیبا (نام علمی: Cherax pulcher) یک گونه از خرچنگ از اندونزی است. این یک گونه محبوب آکواریوم در سراسر آسیا، اروپا، و شمال آمریکا است.

## مشخصات
نرها این گونه در اندازه‌گیری ۷۵–۹۸ میلی‌متر (۳٫۰–۳٫۹ در) در طول، در حالی که ماده‌ها ۸۳–۹۰ اندازه‌گیری میلی‌متر (۳٫۳–۳٫۵ در) طولانی است. بدن در شکل کمی بیضی شکل. گونه چشم به ویژه بزرگ است.